# Espelkamp
Espelkamp (pronunciación en alemán: /ˈɛspl̩ˌkamp/ⓘ) es un municipio situado en el distrito de Minden-Lübbecke, en el estado federado de Renania del Norte-Westfalia (Alemania), con una población a finales de 2016 de unos 27 766 habitantes.
Se encuentra ubicado al este del estado, en la región de Detmold, en el macizo de Wiehengebirge, a poca distancia al oeste de la orilla del río Weser y de la frontera con el estado de Baja Sajonia.